# Pierre de Chevigné
Pierre Gabriel Adhéaume, comte de Chevigné (* 16. Juni 1909 in Toulon, Département Var; † 4. August 2004 in Biarritz, Département Pyrénées-Atlantiques) war ein französischer Offizier und Politiker der  Mouvement républicain populaire (MRP), der unter anderem von 1945 bis 1958 Mitglied der Nationalversammlung sowie zwischen 1948 und 1950 Hochkommissar des Überseeterritoriums Madagaskar war. Im Kabinett Pflimlin fungierte er 1958 als Minister für Nationale Verteidigung und die Streitkräfte.

## Leben
Pierre Gabriel Adhéaume, comte de Chevigné, war der Sohn des Seeoffiziers und Kommunalpolitiker François, comte de Chevigné, der von 1910 bis 1935 Bürgermeister von Abitain sowie zwischen 1935 und 1947 Bürgermeister von Escos war, und von Gisèle Collas, sowie ein Enkel von Laure de Chevigné, die als Vorlage der „Oriane de Guermantes“ im Roman Auf der Suche nach der verlorenen Zeit von Marcel Proust galt. Er selbst begann nach dem Besuch des Lycée Saint Louis de Gonzague und des Lycée Saint-Louis in Paris 1927 eine Offiziersausbildung an der Militärschule Saint-Cyr, die er 1929 als Angehöriger des Jahrgangs „Maréchal Gallieni“. Nachdem er von 1929 bis 1935 als Infanterieoffizier gedient hatte, löste er 1935 seinen Vater als Bürgermeister von Abitain ab und bekleidete dieses Amt 30 Jahre lang bis 1965. Er wurde zu Beginn des Zweiten Weltkrieges 1939 mobilisiert und diente nach dem Waffenstillstand von Compiègne am 22. Juni 1940 in den Streitkräften für ein Freies Frankreich FFL (Forces françaises libres) mit denen er unter anderem im Range eines Obersts am Syrisch-Libanesischen Feldzug (8. Juni bis 14. Juli 1941) sowie an der „Operation Neptune“, ein Teil der unter dem Decknamen „Operation Overlord“ durchgeführten Landung der Alliierten in der Normandie im Zweiten Weltkrieg, teilnahm. Für seine Verdienste um die Befreiung Frankreichs La Libération wurde er am 9. Oktober 1945 zum Compagnon de la Libération ernannt. Daneben erhielt er das Croix de guerre 1939–1945 und die Médaille de la Résistance mit Rosette.
Nach Kriegsende wurde de Chevigné am 21. Oktober 1945 für die christdemokratische Volksrepublikanische Bewegung MRP (Mouvement républicain populaire) zum Mitglied der Gesetzgebenden Nationalversammlung (Assemblée nationale Constituante) gewählt und vertrat in dieser nach seinen Wiederwahlen am 2. Juni 1946 beziehungsweise nach seinen Wahlen am 10. November 1946, 17. Juni 1951 und 2. Januar 1956 in der Nationalversammlung (Assemblée nationale) bis zum 5. Dezember 1958 die Interessen des damaligen Départements Basses-Pyrénées. Daneben wurde er 1945 auch Mitglied des Generalrates des Départements Basses-Pyrénées, das 1969 in Département Pyrénées-Atlantiques umbenannt wurde, und vertrat in diesem bis zu seiner Ablösung durch Jean Récapet 1976 den Kanton Sauveterre-de-Béarn. Als Nachfolger von Marcel de Coppet übernahm er im Februar 1948 das Amt als Hochkommissar des Überseeterritoriums Madagaskar und bekleidete dieses bis zu seiner Ablösung durch Robert Isaac Bargues am 3. Februar 1950.
Am 11. August 1951 wurde Pierre de Chevigné als Staatssekretär im Kriegsministerium (Secrétaire d’Etat à la Guerre) in das Kabinett Pleven II berufen und bekleidete dieses Amt auch in den darauf folgenden Kabinetten Faure I (20. Januar bis 8. März 1952), Pinay (8. März 1952 bis 8. Januar 1953), Mayer (8. Januar 1953 bis 28. Juni 1953), Laniel I (28. Juni 1953 bis 16. Januar 1954) sowie vom 16. Januar 1954 bis zum 19. Juni 1954 im Kabinett Laniel II. Zum Ende der Vierten Französischen Republik bekleidete er zwischen dem 13. Mai und dem 28. Mai 1958 im Kabinett Pflimlin das Amt als Minister für Nationale Verteidigung und die Streitkräfte (Ministre de la Défense nationale et des forces armées).
Zuletzt wurde er 1964 Nachfolger von Jean-Louis Tinaud Präsident des Generalrates des Départements Basses-Pyrénées beziehungsweise ab 1969 des Départements Pyrénées-Atlantiques und bekleidete dieses Amt bis zu seiner Ablösung durch Franz Duboscq. Für seine weiteren Verdienste wurde ihm zudem das Großkreuz der Ehrenlegion verliehen.